# Chilpancingo de los Bravo
Chilpancingo, Ciudad Bravo (Oficialmente: Chilpancingo de los Bravo) É a capital do estado de Guerrero. A população aproximada no ano 2005 de Chilpancingo era de 166,796 habitantes.
A palavra Chilpancingo provem do náhuatl: chilpan que significa "lugar de avispa" e cingo, que quer dizer "pequeno".
É cruzado pela rodovia federal 95 , a qual cruza o estado desde Acapulco a  Cidade do México e a autoestrada do Sol que cruza Chilpancingo  a Acapulco.
A cidade conta com os serviços de:
- Água encanada
- Caminhões recoletores de lixo
- Drenagem
- Alambrado público

## História
Na Guerra de Independência Chilpancingo teve grande importância para a causa insurgente ja que sua população participou ativa e decididamente a seu favor, sendo um ponto estratégico para a ação militar no sul.
Em 1813 se instalou o Primeiro Congresso de Anáhuac, depois de que Morelos lhe deu o  título de Ciudade de Nossa Senhora de Assunção, a qual esteve integrada a provincia de Tecpan desde que foi criada em 1811 e ampliada em 1813 pelo mesmo Morelos, sendo sede provisória do poder Executivo da nova nação independente.
Tradicionalmente, a ciudade de Chilpancingo estava integrada pelos bairros de San Francisco, Santa Cruz, San Antonio e San Mateo.
Chilpancingo também sobresaltou como o lugar de reunião dos promotores da criação do  Estado de Guerrero em 1841, quando abrigava aproximadamente 4,370 habitantes que se dedicavam as lavouras do campo e o comércio, entre Acapulco e a Cidade do México.
Ao erguirse o estado de Guerrero em 1850, Chilpancingo se incorporou como municipio dentro do distrito judicial de Guerrero devido a uma epidemia que ocorreu a população da então capital, Tixtla de Guerrero.
Em 1870 Chilpancingo foi declarada pelo Governador Francisco O. Arce, residencia acidental dos poderes, devido a que a oposição a sua gestão, encabeceada pelo general Jiménez, se encontrava em poder da sede oficial do governo de Tixtla. Devido a isto se integrou outra legislatura local reconhecida pelo Executivo da União, que decretou o assentamento dos poderes em Chilpancingo.

## Atrativos
- Museu de la Avispa
- Museu Regional
- Plaza Cívica Primer Congreso de Anáhuac
- Grutas de Juxtlahuaca- aproximadamente a 11 km de Chilpancingo (Circuito turístico Chilpancingo azul).
- Zoológico Zoochilpan
- Paseio pela cidade chamado também circuito turístico Chilpancingo azul.